# Арчибалд Блек
Арчибалд Блек (англ. Archibald Black, 17 травня 1883 — 14 травня 1956) — канадський академічний веслувальник.
Срібний призер Олімпійських Ігор 1924 року в складі розпашної четвірки без стернового.